# Habad
Habad (în ebraică חב"ד) este o mișcare hasidică în cadrul iudaismului ortodox-așkenaz. Este una dintre cele mai mari și cunoscute mișcări hasidice din lume, avându-și în ultimele 6 decenii centrul la Crown Heights, Brooklyn, New York. Numele „Habad" este un acronim pentru „Înțelepciune, înțelegere, cunoaștere” (în ebraică חכמה, בינה, דעת chohmo, bináh, dáat). 
Habad a fost fondată în secolul al XVIII-lea de către rabinul Shneur Zalman din Liadi, autorul cărții teologice fundamentale a mișcării, Tania Kadisha.

## Istoric
Ramura Liubavici și-a primit numele de la târgușorul bielorus Liubavici, unde a activat până la începutul secolului XX. Iosef Itzhak Schneersohn, supranumit și „Lubavicer” („din Lubavici”), al șaselea rabin al mișcării Habad, s-a salvat în preajma celui de Al Doilea Război Mondial emigrând spre New York în 1940, unde a înființat o sinagogă și o curte hasidică. El a fost urmat la conducerea Habadului de ginerele său (soțul fiicei), rabinul Menachem Mendel Schneerson, care a amplificat mișcarea. După moartea acestuia fără moștenitori masculini, mișcarea nu a mai ales un nou tzadik și s-a axat pe moștenirea spirituală a acestuia. O fracțiune mesianistă din cadrul Habad a ales calea cultului ultimului rabin din Lubavici, declarat „Rege Mesia”.

## Activitățile Habadului
La începutul secolului al XXI-lea Habad deținea 3 300 de instituții în circa 950 de orașe din 75 de țări, unde se asigurau servicii religioase și activități educaționale pentru evrei prin intermediul unor centre comunitare evreiești, sinagogi, școli și tabere. 1350 instituții au fost incluse în directoratul Habad din 2007.
Mișcarea are peste 200.000 de hasidim (discipoli, aderenți), și circa un milion de evrei s-au bucurat anual de serviciile Habad. Aderenții Habad-ului, cunoscuți ca „habadnici” (ebraică:. חב"דניק)  și / sau „lubaviceri” (idiș:. ליובאוויטשער), urmează tradițiile Habad în rugăciune și în liturgii bazate pe Cabala Lurianică. Ca hasidim, ei susțin că urmează calea lui Israel ben Eliezer Baal Shem Tov, părintele hasidismului.
Datorită entuziasmului religios și a păstrării cu strășnicie a datinilor, cuvântul „habadnik” a fost preluat de limba română, sub forma „habotnic”.